# Souren Melikian
Assadullah Souren Melikian-Chirvani, também conhecido como Souren Melikian (nascido em 5 de dezembro de 1936), é um historiador de arte, crítico de arte e curador franco-iraniano. Ele é um renomado estudioso da cultura iraniana e de sua esfera de influência.